# Ormstjärnor
Ormstjärnor (Ophiuroidea) är en klass i stammen tagghudingar.
De är nära besläktade med sjöstjärnor och skiljes från dem genom att de cylindriska armarna alltid är skarpt avsnörda från kroppsskivan och inte i sig har några tarmbihang. Ambulakralfötterna, som saknar sugskiva, sitter hos ormstjärnorna på sidorna om de kalkplåtar, som bekläder armarnas undersida. Även armarnas ryggsida är vanligtvis utrustad med kalkskivor. Armarna är mycket rörligare än hos sjöstjärnor. Anus och ögon saknas. Vid svenska västkusten förekommer flera arter mycket talrikt.